# Johnny Leoni
Johnny Leoni (ur. 30 czerwca 1984 w Sionie) – szwajcarski piłkarz grający na pozycji bramkarza.

## Kariera klubowa
Leoni pochodzi z miasta Sion i tam też rozpoczął karierę piłkarską w klubie FC Sion. W 2001 roku awansował do kadry pierwszego zespołu, a 24 marca 2002 roku zadebiutował w Axpo Super League w przegranym 2:3 domowym spotkaniu z Servette Genewa. W swoim pierwszym sezonie w pierwszej drużynie był rezerwowym dla FaBrice’a Borera, ale po jego odejściu w 2002 roku do Grasshoppers Zurych Leoni zaczął grać w pierwszym składzie Sionu, w którym spędził sezon 2002/2003.
Latem 2003 roku Leoni został piłkarzem FC Zürich. W klubie tym stał się dublerem dla Davide Tainiego. W FC Zürich swoje pierwsze spotkanie rozegrał 14 marca 2004, wygrane 2:1 z Grasshoppers Zurych. Do 2005 roku, w którym zdobył ze swoim klubem Puchar Szwajcarii, był rezerwowym. Na początku sezonu 2005/2006 stał się pierwszym bramkarzem Zurychu. W 2006 roku po raz pierwszy w karierze wywalczył mistrzostwo Szwajcarii, a rok później obronił tytuł mistrzowski. Z kolei w 2009 roku po raz trzeci został mistrzem kraju.
W 2012 roku Leoni przeszedł do Omonii Nikozja. W 2013 był wypożyczony do Neftçi PFK. W sezonie 2013/2014 był zawodnikiem CS Marítimo, a w sezonie 2014/2015 – w FC Le Mont. W 2016 został piłkarzem japońskiego AC Nagano Parceiro.
| Sezon   | Klub               | Kraj        | Rozgrywki                 | Mecze | Bramki |
| ------- | ------------------ | ----------- | ------------------------- | ----- | ------ |
| 2001/02 | FC Sion            | Szwajcaria  | Super League              | 4     | 0      |
| 2002/03 | FC Sion            | Szwajcaria  | Super League              | 25    | 0      |
| 2003/04 | FC Zürich          | Szwajcaria  | Super League              | 1     | 0      |
| 2004/05 | FC Zürich          | Szwajcaria  | Super League              | 8     | 0      |
| 2005/06 | FC Zürich          | Szwajcaria  | Super League              | 32    | 0      |
| 2006/07 | FC Zürich          | Szwajcaria  | Super League              | 36    | 0      |
| 2007/08 | FC Zürich          | Szwajcaria  | Super League              | 34    | 0      |
| 2008/09 | FC Zürich          | Szwajcaria  | Super League              | 34    | 0      |
| 2009/10 | FC Zürich          | Szwajcaria  | Super League              | 31    | 0      |
| 2010/11 | FC Zürich          | Szwajcaria  | Super League              | 13    | 0      |
| 2011/12 | FC Zürich          | Szwajcaria  | Super League              | 32    | 0      |
| 2012/13 | Omonia Nikozja     | Cypr        | Protathlima A’ Kategorias | 3     | 0      |
| 2012/13 | Neftçi PFK         | Azerbejdżan | Premyer Liqa              | 0     | 0      |
| 2013/14 | CS Marítimo        | Portugalia  | Primeira Liga             | 5     | 0      |
| 2014/15 | FC Le Mont         | Szwajcaria  | Challenge League          | 12    | 0      |
| 2015/16 | AC Nagano Parceiro | Japonia     | J3 League                 |       |        |

## Kariera reprezentacyjna
Od początku eliminacji do Mistrzostw Świata w RPA Leoni otrzymał 4 powołania do reprezentacji Szwajcarii prowadzonej przez Ottmara Hitzfelda, jednak nie zdołał w niej zadebiutować. Ostatecznie swój debiut w kadrze narodowej zanotował 10 sierpnia 2011 w wygranym 2:1 towarzyskim meczu z Liechtensteinem.